# Ключ 122
Ключ 122 (трад. 网 罒 упр. 罓 ⺳) — ключ Канси со значением «сеть»; один из 29, состоящих из шести штрихов.
В словаре Канси есть 163 символа (из 49 030), которые можно найти c этим радикалом.

## История
Древняя идеограмма изображала рыболовную сеть или силки для ловли мелких животных.
В современном языке произошедший от этой идеограммы иероглиф используется в значениях: «сеть, сетка, тенета, силок, невод», «система, совокупность».
В качестве ключевого знака иероглиф «сеть» употребляется сравнительно редко. Располагаясь в верхней части сложных иероглифов, может принимать сокращенную форму 罒, как верх у иероглифа 罡.

Техника написания
Вид в Цзиньвэнь
Вид в Цзягувэнь
Вид в малой печати Чжуаньшу

В словарях находится под номером 122.

## Примеры иероглифов
| Доп. штрихи | Иероглифы                  |
| ----------- | -------------------------- |
| 0           | 网 罒 罓 ⺳                |
| 3           | 罔 罕 罖 罗                |
| 4           | 罘 罙 罚                   |
| 5           | 罛 罜 罝 罞 罟 罠 罡 罢    |
| 6           | 罣                         |
| 7           | 罤 罥 罦                   |
| 8           | 罧 罨 罩 罪 罫 罬 罭 置 署 |
| 9           | 罯 罰 罱 罳 罴             |
| 10          | 罵 罶 罷 罸                |
| 11          | 罹 罺 罻 罼                |
| 12          | 罽 罾 罿 羀 羁             |
| 13          | 羂                         |
| 14          | 羃 羄 羅 羆                |
| 17          | 羇                         |
| 19          | 羈 羉                      |

- Примечание: Ваш браузер может отображать иероглифы неправильно.